# SERE

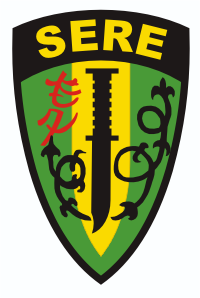

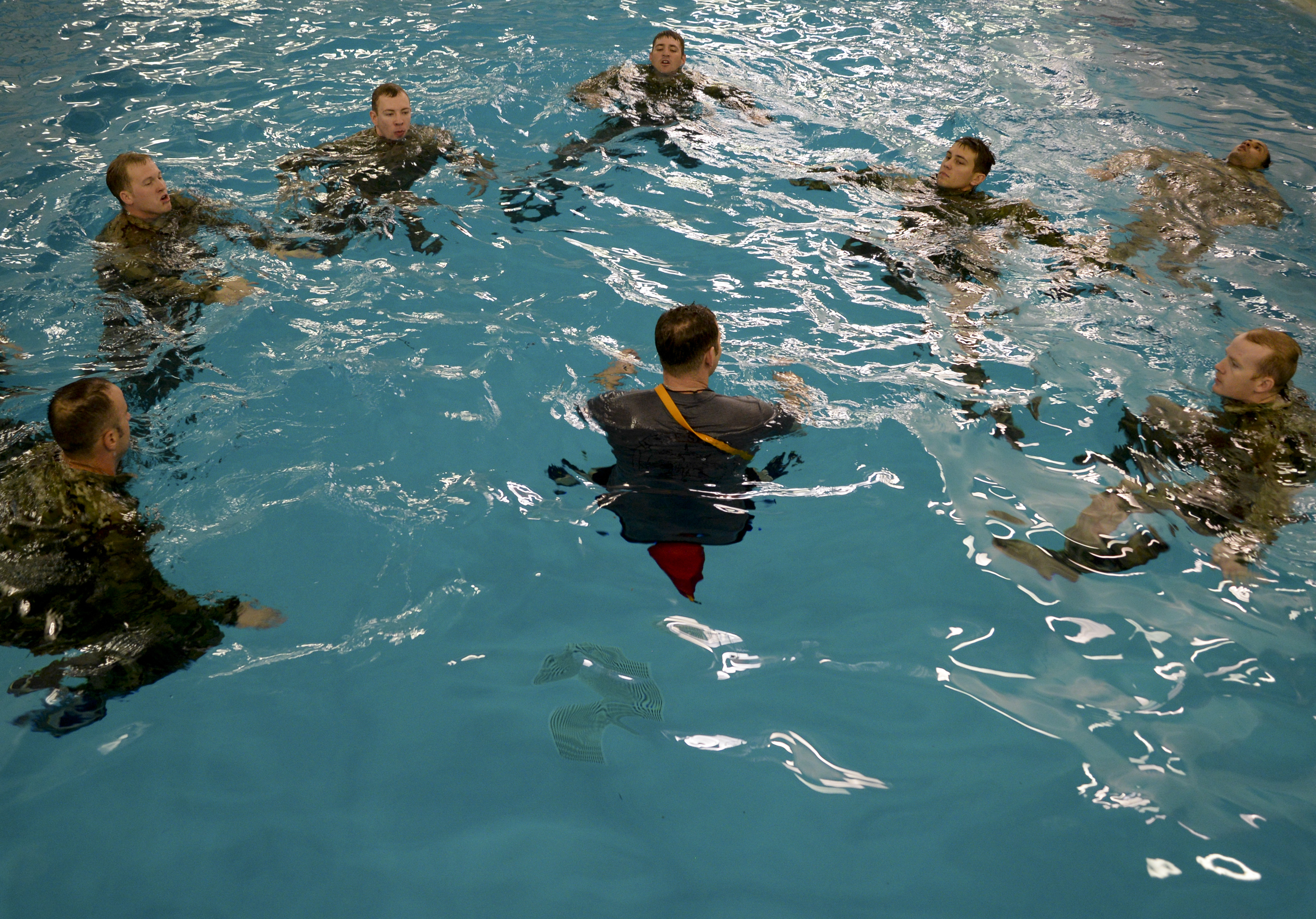
Часть тренинга SERE по выживанию в воде

SERE (англ. Survive, Evade, Resist, Extract — «выжить, уклониться, сопротивляться, выбраться») — учебная программа подготовки военнослужащих НАТО к выживанию в дикой природе и во враждебной городской среде.
В самом начале Второй мировой войны уже в декабре 19З9 года в структуре британской военной разведки MI9 появился курс обучения лётного состава по организации побега из немецкого плена. скоро эти курсы расширились в сторону выживания сбитых лётчиков в дикой природе и в открытом море.
С весны 194З года на основе британского опыта аналогичные курсы создаются в ВВС США, но эту подготовку проходило лишь малое число американских пилотов. Программа окончательно оформилась в 1970-е годы после войны США во Вьетнаме, и сейчас является обязательной частью подготовки лётного состава и бойцов специальных подразделений стран НАТО.
Наиболее полно программа SERE представлена в вооружённых силах США и Великобритании. Некоторые разделы программы используются при подготовке сотрудников спецслужб.
С середины 1980-х обучение по программе разделено на несколько этапов.
На первом этапе обучения в ходе начальных тренингов новобранцев военнослужащим даются:
- элементарные навыки выживания на местности средней полосы;
- маскировка;
- базовая топография;
- личная гигиена;
- доврачебная медицинская помощь;
- марш в составе подразделения.

Последующие этапы обучения представляют собой отдельные специализированные курсы для некоторых категорий военнослужащих:
- выживание в горных условиях и в холодном климате;
- выживание в пустыне;
- выживание в джунглях;
- выживание в открытом море;
- выживание в городской среде;
- использование подручных средств для выживания;
- противодействие преследованию;
- выход с враждебной территории к своим или к союзным войскам.

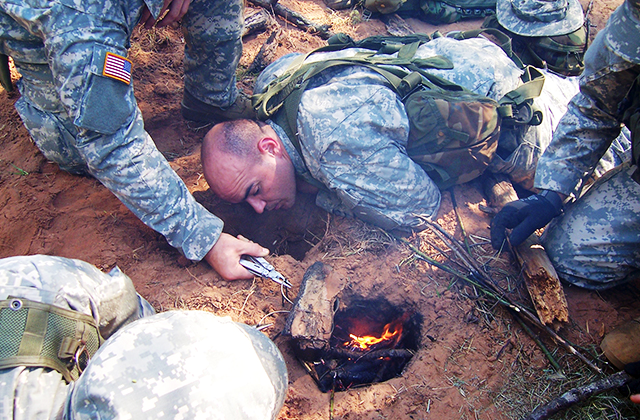
Занятие в рамках системы SERE по устройству костра «Дакота» в сухопутных войсках США.

Эти курсы выборочно изучаются лётным составом, бойцами спецподразделений, моряками ВМФ и береговой охраны, астронавтами NASA. Учебные лагеря расположены в штатах 
Алабама, Аляска, Вирджиния, Техас, Калифорния, Колорадо, в Канаде, на японском острове Окинава. В некоторых случаях отдельным курсом изучается противодействие допросу и организация побега из плена с имитацией реального пребывания в лагере условных «террористов» или в плену вражеских войск.
Наиболее полно программа SERE представлена в военно-воздушных силах США — только в ВВС стандартный 19-дневный тренинг второй ступени ежегодно проходят около 6000 курсантов.